# André Téchiné
 (février 2025).
Si vous disposez d'ouvrages ou d'articles de référence ou si vous connaissez des sites web de qualité traitant du thème abordé ici, merci de compléter l'article en donnant les références utiles à sa vérifiabilité et en les liant à la section « Notes et références ».
André Téchiné est un réalisateur français, né le 13 mars 1943 à Valence-d'Agen.
Il a également été acteur et scénariste pour plusieurs films dont La Maman et la Putain de Jean Eustache.
La profession le considère comme un « géant du cinéma français ».
Il a été un des réalisateurs fétiches des acteurs Marie-France Pisier, Catherine Deneuve, Emmanuelle Béart, Daniel Auteuil, Patrick Dewaere et Gérard Depardieu. Il a également fait tourner de jeunes talents à leurs débuts comme Émilie Dequenne, Adèle Haenel ou encore Benjamin Voisin.
Parmi ses films les plus célèbres, on compte Hôtel des Amériques (1981), Ma Saison Préférée (1993), et Les Roseaux sauvages (1994), L'Homme qu'on aimait trop (2015), Les Âmes sœurs (2023).
Il a reçu 3 César en 1994 ainsi que le Prix Louis-Delluc et le Prix de la mise en scène au Festival de Cannes.

## Biographie
L'enfance d'André Téchiné est provinciale, marquée par son éducation dans un collège religieux, et il ne monte à Paris qu'à l'âge de 19 ans.
D'abord critique aux Cahiers du cinéma (1964-1968), Téchiné mène plusieurs activités autour du cinéma et de la réalisation (écriture de scénarios, réalisation de feuilletons télévisés, enseignement, en particulier à l'IDHEC).
Il considère lui-même que sa véritable entrée dans le cinéma s'opère sept ans plus tard avec Souvenirs d'en France sorti en 1975[réf. nécessaire].

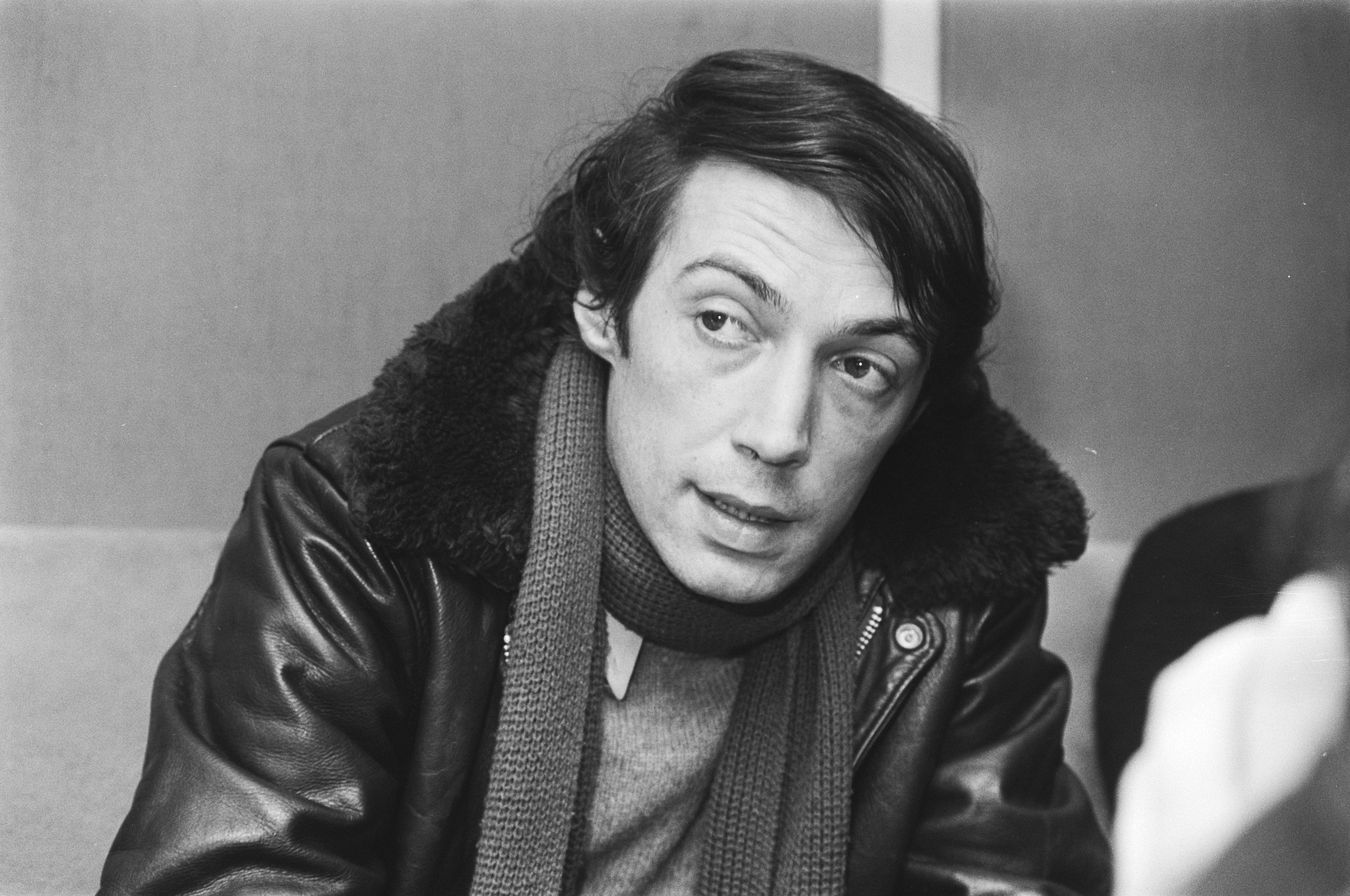
André Téchiné en 1976.

En 1976, il peut réaliser un film à plus gros budget Barocco puis propose en 1979 une biographie des sœurs Charlotte Brontë, Emily Brontë et Anne Brontë et de leur frère Branwell Brontë, un film dont la production, dans le cadre de la Gaumont, fut difficile. À partir de son film suivant, Hôtel des Amériques, en 1981, il commence à tourner avec Catherine Deneuve qui devient l'une de ses actrices fétiches (il dira même que sa relation de travail avec l'actrice est le seul domaine où son travail fait preuve de continuité).
Téchiné alterne les grands récits romanesques, comme Les Sœurs Brontë, qui refusent la fluidité et le naturalisme, avec des histoires plus intimistes, souvent à tonalité autobiographique, comme La Matiouette (1983). Il aborde dans ses films plusieurs sujets liés aux mœurs et à l'évolution de la société contemporaine tels que l'homosexualité (thème qui le concerne personnellement, ce qui s'exprime notamment dans le film largement autobiographique Les Roseaux sauvages), le divorce, l'adultère, le délitement familial, la prostitution, la délinquance, la toxicomanie ou encore le SIDA.
En 1985, il reçoit le prix de la mise en scène au Festival de Cannes pour Rendez-vous. Suivent Le Lieu du crime en 1986 et Les Innocents en 1987[réf. nécessaire].

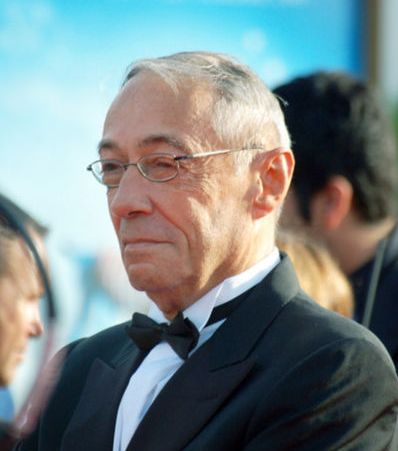
André Téchiné au Festival du cinéma américain de Deauville 2008.

Dans les années 1990, il réalise J'embrasse pas en 1991 et Ma saison préférée en 1993. En 1995, il remporte les César du meilleur film, du meilleur réalisateur et du meilleur scénario pour Les Roseaux sauvages, film qui est à l'origine une commande d'Arte, également récompensé par le prix Louis-Delluc[réf. nécessaire].
Il est membre du jury au Festival de Cannes de 1999[réf. nécessaire].

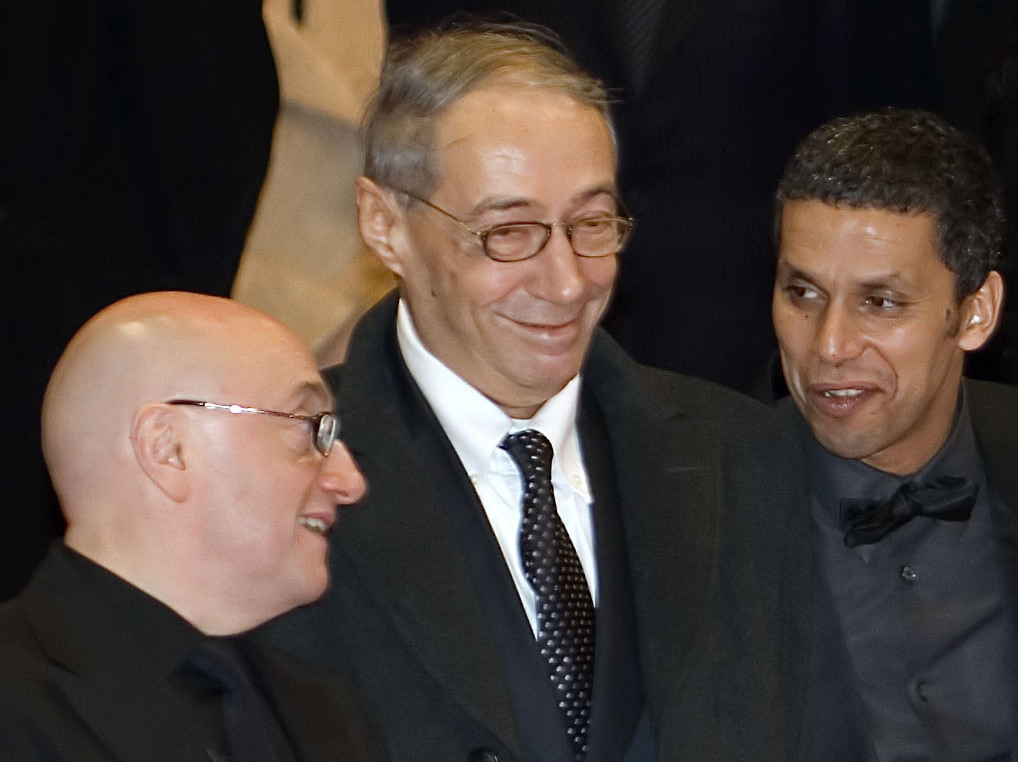
Michel Blanc, André Téchiné et Sami Bouajila, à la première du film Les Témoins, lors de la Berlinale 2007.

En 2003, l'ensemble de son œuvre cinématographique est récompensé par le prix René-Clair.
En 2009, il préside le jury du concours de scénarios contre l'homophobie Jeune et homo sous le regard des autres organisé par le ministère de la Jeunesse et des Sports et l'Institut national de prévention et d'éducation pour la santé[réf. nécessaire].
Il est membre du jury à la Mostra de Venise 2011.
En 2017, le Festival de Cannes le qualifie de « géant du cinéma français ».

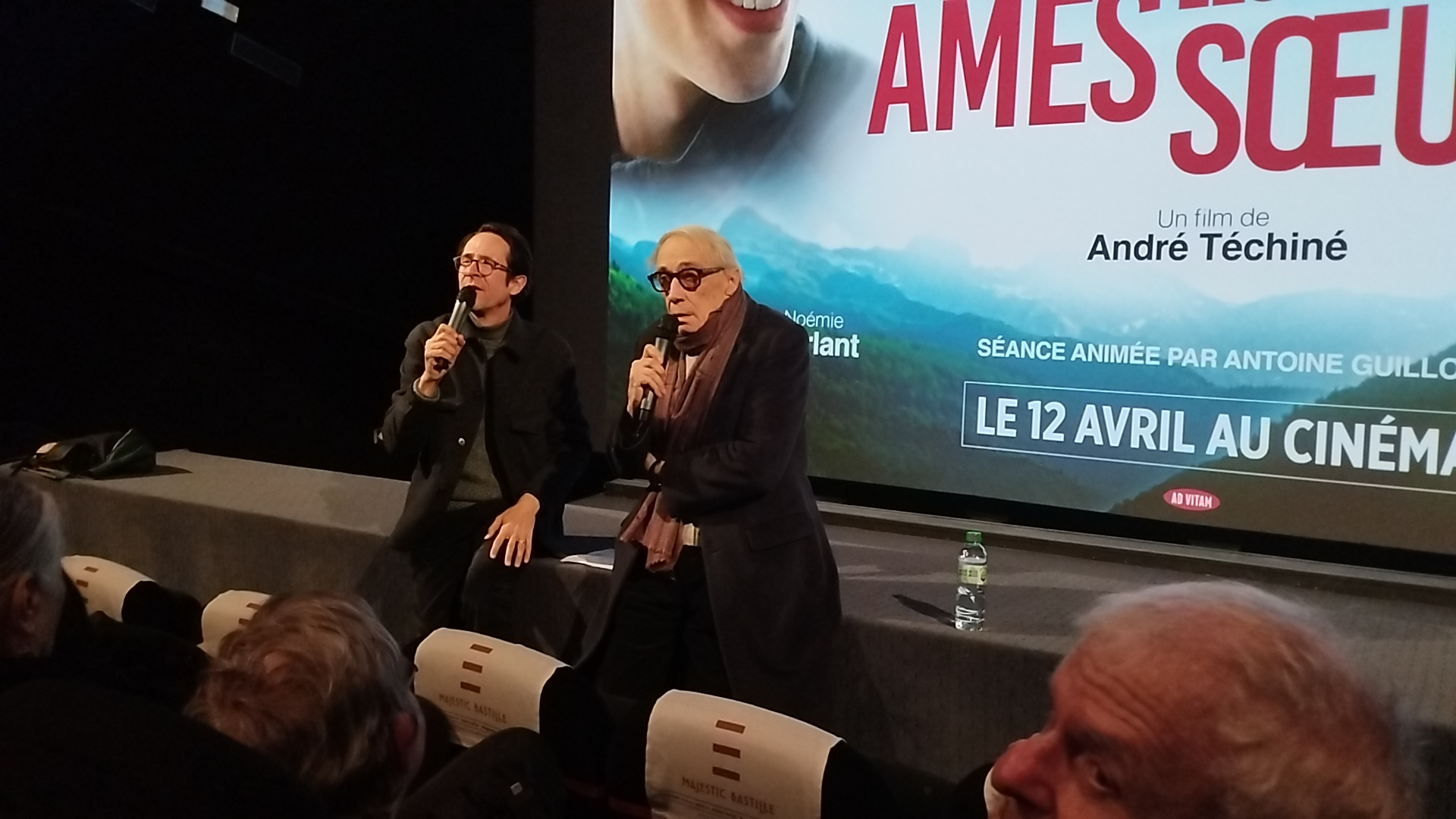
André Téchiné présentant Les Âmes sœurs en avant-première au cinéma Majestic Bastille, en avril 2023.

En 2019, il préside le jury du 6e Festival du cinéma et de musique de film de La Baule[réf. nécessaire].

## Affaire judiciaire
Pour un article plus général, voir Violences sexuelles et sexistes dans le cinéma français.
En février 2024, l'acteur Francis Renaud porte plainte contre lui pour des faits de harcèlement sexuel qui « se seraient déroulés entre 1988 et 2004 ». Le réalisateur a admis une « approche verbale sentimentale, maladroite » et « de ne pas avoir su percevoir que [leur] relation n’était pas à ses yeux [de Francis Renaud] sur un pied d’égalité en raison de [son] statut de réalisateur ». Le parquet d'Évreux décide d'ouvrir une enquête pour harcèlement sexuel le 3 mars 2024.
La plainte est classée sans suite le 13 juin de la même année par le parquet de Paris pour cause de prescription.

## Filmographie

### Assistant-réalisateur
- 1968 : Les Idoles de Marc'O
- 1969 : L'Amour fou de Jacques Rivette

### Réalisateur
- 1965 : Les Oiseaux anglais (court métrage)
- 1969 : Paulina s'en va
- 1971 : Le Banquet (court métrage)
- 1972 : Michel, l'enfant roi (épisode de la série télévisée)
- 1975 : Souvenirs d'en France
- 1976 : Barocco
- 1979 : Les Sœurs Brontë
- 1981 : Hôtel des Amériques
- 1983 : La Matiouette ou l'Arrière-pays (moyen métrage)
- 1985 : L'Atelier (moyen métrage documentaire)
- 1985 : Rendez-vous
- 1986 : Le Lieu du crime
- 1987 : Les Innocents
- 1991 : J'embrasse pas
- 1993 : Ma saison préférée
- 1994 : Le Chêne et le Roseau (téléfilm pour la collection Tous les garçons et les filles de leur âge)
- 1994 : Les Roseaux sauvages (version cinéma de Le Chêne et le Roseau)
- 1996 : Les Voleurs
- 1998 : Alice et Martin
- 2001 : Loin
- 2003 : Les Égarés
- 2004 : Les Temps qui changent
- 2007 : Les Témoins
- 2009 : La Fille du RER
- 2011 : Impardonnables
- 2014 : L'Homme qu'on aimait trop
- 2016 : Quand on a 17 ans
- 2017 : Nos années folles
- 2018 : L'Adieu à la nuit
- 2023 : Les Âmes sœurs
- 2024 : Les Gens d'à côté[12]

### Scénariste
André Téchiné est scénariste de toutes ses réalisations excepté Michel, l'enfant roi[réf. nécessaire].
- 1975 : Aloïse de Liliane de Kermadec
- 1982 : Véra (court métrage) de Jean Seban
- 1983 : Hughie de Frédéric Compain
- 1991 : Mauvaise fille de Régis Franc
- 1996 : Transatlantique de Christine Laurent
- 2001 : Café de la plage de Benoît Graffin

### Documentaires
- 1966 : Cinéastes de notre temps, épisode Et pourtant ils tournent de Claude-Jean Philippe
- 1995 : André Téchiné, après la Nouvelle Vague... de Laurent Perrin
- 2010 : Catherine Deneuve, belle et bien là de Anne Andreu
- 2010 : De la cage aux roseaux de Alessandro Avellis et Alain Brassart, avec la participation d'André Téchiné (il s'agit d'une enquête sur le cinéma français contemporain, du point de vue de l’identité sexuelle avec les témoignages, entre autres, de Gaël Morel, Catherine Corsini, Gérard Lefort, Noël Burch, Olivier Ducastel et Jacques Martineau)
- 2019 : André Téchiné, cinéaste insoumis de Thierry Klifa

### Acteur
- 1966 : L'Accompagnement (court métrage) de Jean-André Fieschi
- 1969 : L'Amour fou de Jacques Rivette
- 1973 : La Maman et la Putain de Jean Eustache
- 1985 : Cinématon #526 de Gérard Courant
- 1988 : Les Ministères de l'art de Philippe Garrel

### Récompenses
- Festival de Cannes 1985 : Prix de la mise en scène pour Rendez-vous
- Festival du film de Turin 1994 : prix collectif pour la collection Tous les garçons et les filles de leur âge, dont fait partie Le Chêne et le Roseau, version courte des Roseaux sauvages
- 1994 : Prix Louis-Delluc pour Les Roseaux sauvages
- César 1995 : César du meilleur film, du meilleur réalisateur et du meilleur scénario pour Les Roseaux sauvages
- 1995 : Association des critiques de Los Angeles, de New York, et de l'Association nationale des critiques des États-Unis : prix du meilleur film étranger pour Les Roseaux sauvages
- 2003 : Prix René-Clair pour l'ensemble de son œuvre
- 2007 : Grand prix du Festival gay et lesbien tchèque pour Les Témoins

### Nominations
- César 1977 : nommé deux fois ; pour le César du meilleur film et celui du meilleur réalisateur, pour Barocco.
- César 1986 : nommé pour le César du meilleur scénario original ou adaptation, pour Rendez-vous.
- César 1988 : nommé deux fois ; pour le César du meilleur film et celui du meilleur réalisateur, pour Les Innocents.
- César 1992 : nommé pour le César du meilleur réalisateur, pour J'embrasse pas.
- César 1994 : nommé trois fois ; pour le César du meilleur film, celui du meilleur réalisateur et celui du meilleur scénario original ou adaptation, pour Ma saison préférée.
- César 1997 : nommé deux fois ; pour le César du meilleur film et celui du meilleur réalisateur, pour Les Voleurs.
- César 2008 : nommé pour le César du meilleur réalisateur, pour Les Témoins[13].

## Théâtre
- 1969 : Un chantage au théâtre de Dacia Maraini, théâtre des Mathurins : metteur en scène